# Resolution 891 des UN-Sicherheitsrates
Die Resolution 891 des UN-Sicherheitsrates ist eine Resolution, die der Sicherheitsrat der Vereinten Nationen in seiner 3324. Sitzung am 20. Dezember 1993 einstimmig beschloss. Nach Bekräftigung der Resolutionen 812 (1993), 846 (1993) und 872 (1993) betreffend der Situation in Ruanda stellte der Rat fest, dass die Anwesenheit von Einheiten der United Nations Observer Mission Uganda–Rwanda (UNOMUR) zur Stabilität beigetragen hat und verlängerte das Mandat um weitere sechs Monate.
Der Rat merkte an, dass die Integration der UNOMUR und der United Nations Assistance Mission for Rwanda (UNAMIR) ausschließlich administrativ erfolgt, da sie das Mandat der UNOMUR in keiner Weise beeinträchtigen würde. Die Zusammenarbeit der Regierung Ugandas wurde begrüßt, und alle zivilen und militärischen Behörden im Mandatsgebiet wurden aufgefordert, mit der Mission zusammenzuarbeiten.